# 崔各荘駅
座標: 北緯40度1分12.71秒 東経116度29分12.50秒 / 北緯40.0201972度 東経116.4868056度
崔各荘駅（さいかくそうえき）は北京市朝陽区崔各荘地区に位置する北京地下鉄15号線の駅である。

## 歴史
- 2010年12月30日 - 開業。

## 駅構造

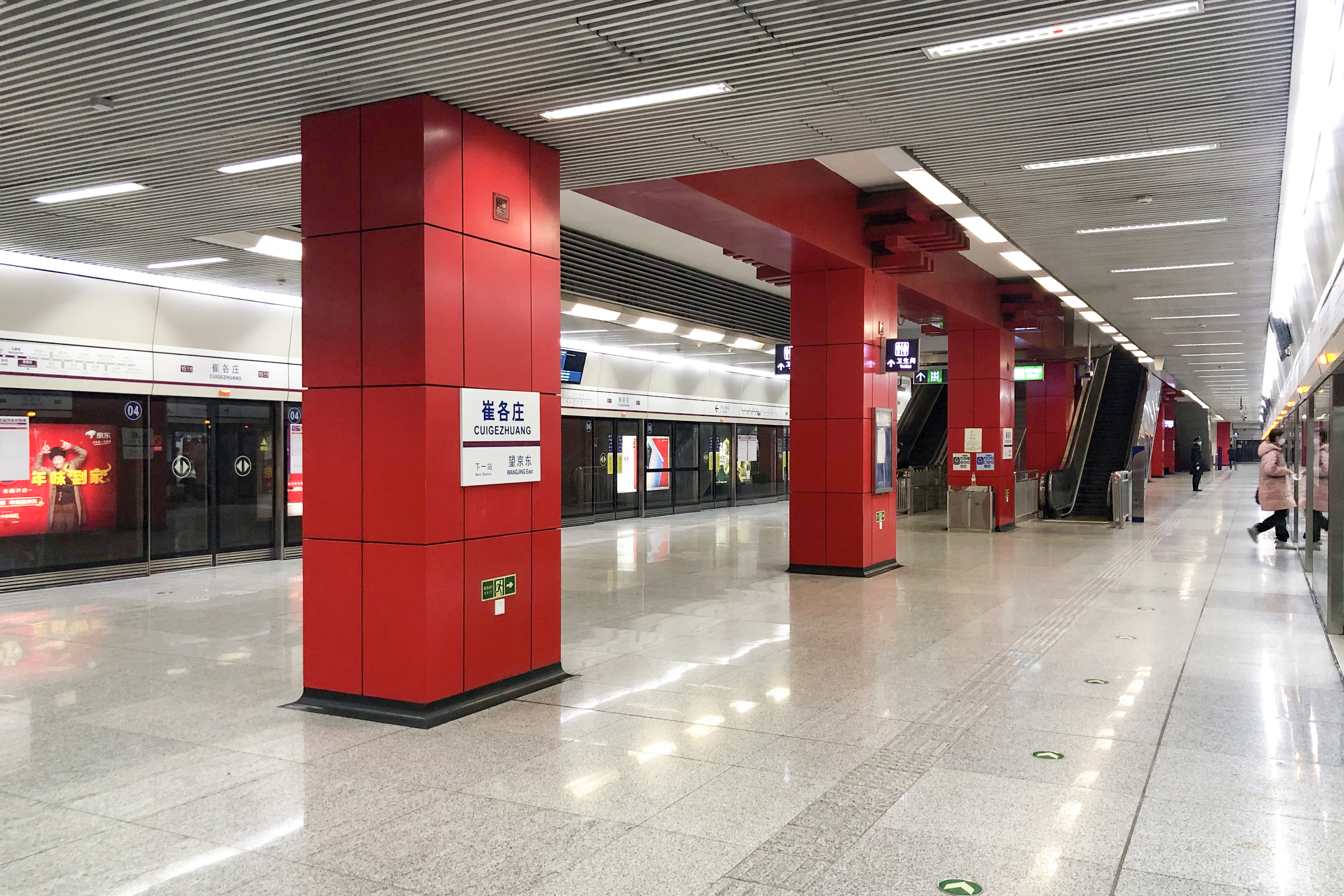
ホーム

島式ホーム1面2線を有する地下駅。駅構内は斗拱（ときょう、組物）の形状をした装飾があり、また中国紅を基調としている。

## 隣の駅
北京地下鉄
■15号線
望京東駅 - 崔各荘駅 - 馬泉営駅